# هوتیسهایم
هوتیسهایم (به آلمانی: Hüttisheim) یک شهر در آلمان است که در الب-دانو-کریس واقع شده‌است. هوتیسهایم ۱٬۳۶۱ نفر جمعیت دارد.